# Lake Kohangapiripiri
Der Lake Kohangapiripiri ist ein See im Einzugsgebiet der Stadt Lower Hutt in der Region Wellington auf der Nordinsel von Neuseeland.

## Geographie
Der Lake Kohangapiripiri befindet sich am südlichen Ende des Stadtgebietes von Lower Hutt, rund 420 m südöstlich bis östlich von Pencarrow Head, dem östlich der Hafeneinfahrt zum Wellington Harbour liegenden Felsen, zusammen mit dem Leuchtturm Pencarrow Head Lighthouse auf der Spitze. Der See, der über eine Flächenausdehnung von rund 11 Hektar verfügt und eine Uferlinie von ca. 2 km besitzt, erstreckt sich über eine Länge von rund 665 m in Nordnordost-Südsüdwest-Richtung und misst an seiner breitesten Stelle rund 190 m in Westnordwest-Ostsüdost-Richtung. Mit einer maximalen Tiefe von 1,8 m zählt der See zu seichten Gewässern der Stadt.
Gespeist wird der Lake Kohangapiripiri von zwei kleinen von Norden und Nordosten zulaufenden Bächen. Die Entwässerung des Sees findet hingegen durch einen kleinen Bach am südlichen Ende des Sees in Richtung der Cook Strait statt. Der See verfügt über eine Wassereinzugsgebiet von rund 3,69 km².
Rund 600 m südöstlich befindet sich der etwas größere Nachbarsee Lake Kohangatera.

## Wanderweg
An der östlichen Seite des Sees führt ein kleiner Wanderweg vorbei.